# Histeridae
Los histéridos (Histeridae) son una familia de coleópteros polífagos con unas 3700 especies descritas. Su tamaño oscila entre 1 y 15 mm. Son básicamente depredadores de larvas de insectos.

## Características
Tienen el cuerpo corto y compacto, con tegumento muy duro. Su color es predominantemente negro, a veces con manchas rojas o amarillas. La cabeza está retraída en el protórax. Las antenas son cortas, acodadas y provistas de una maza terminal formada por la dilatación de los tres últimos artejos. Los élitros son más cortos que el abdomen, dejando al descubierto el pigidio. Las patas son cortas, robustas y espinosas; las alas están bien desarrolladas.

## Biología y ecología
Tanto las larvas como los adultos son depredadores de larvas de otros insectos, a las que con frecuencia buscan en la carroña o el estiércol, en los que excavan con sus fuertes patas. Diversas especies están asociadas a árboles muertos y otros materiales vegetales en descomposición; otras son mirmecófilas obligadas. Los adultos, cuando son molestados, entran en un estado de rigidez replegando fuertemente las patas contra el cuerpo.
Algunas especies depositan sus huevos en cadáveres y son usadas en estudios forénsicos.

## Géneros y especies
Histeridae es una familia grande y variada, con más de 420 géneros y 4.800 especies descritas, de distribución mundial, con más de 500 especies en el Neártico. Varían en tamaño, color y forma. Muchos de los adultos son depredadores.
|                 |
| Acritus minutus |

|                     |
| Asolenus julietteae |

|                     |
| Atholus bimaculatus |

|                       |
| Haeterius ferrugineus |

|                        |
| Hister quadrimaculatus |

|                      |
| Onthophilus striatus |

|                        |
| Pachylister inaequalis |

|                            |
| Paromalus parallelepipedus |